# 志摩ロードパーティ
志摩ロードパーティ （しまロードパーティー）は、三重県の志摩市で行われるハーフマラソン大会。志摩スペイン村を主会場とする。
的矢湾を望み沿道の景色は良いが、スタートから5㎞近く上り坂が続くなど、日本屈指の難コースである。コースの高低差は100mにもなる。また伊勢志摩バリアフリーツアーセンターの協力で、障碍者専用コースも設けている。

## 沿革
志摩市が2004年10月1日に誕生した事を記念し、2005年1月10日に「志摩市ロードパーティ」として行われたマラソン大会であり、記念大会であるので一回限りの大会として企画された。走りながら伊勢志摩国立公園の風景が楽しめるだけでなく、前夜祭や当日イベントもあり、マラソン以外に志摩地方の祭りとしても楽しめるよう配慮されていた。市が立ち並び、志摩地方の郷土料理が振舞われたり、ステージイベントも行われた。
フルマラソンだけでなく、子供や身体障害者なども参加出来る5kmのマラソンや1.5kmのジョギングも開催したため「ロードパーティ」と名づけた。発着地点はともやま公園で北海道から沖縄県まで618人が参加した。

### 第二回
当初は一回限りの大会であったが、景色や郷土料理も含め概ね好評であり、その成功を受けて、2006年4月23日に「志摩ロードパーティハーフマラソン2006」として、実質的に二回目の大会が行われている。名前のとおり、最も長いコースをハーフマラソンとした上に、10km、5km、3kmのマラソンおよび9kmのウォーキングのコースを設け、幅広い参加者の獲得を目指した。この回から会場を志摩スペイン村を中心とする磯部町内とした。
ゲストに千葉真子、金哲彦らが招かれた。この回から近畿日本鉄道が大会実行委員会に参画し、約4,300人が参加した。

### その後
2007年4月22日に第3回が開催され、ハーフマラソンと10㎞・3㎞のランニング、8kmのウォーキングが実施され、前回に続き千葉真子がゲストに呼ばれた。またこの大会では鵜方駅前で空き店舗を利用したフリーマーケットが開催された。その後も毎年4月に開催されている。
しかし、2016年は5月26日・5月27日に開催の『第42回先進国首脳会議（伊勢志摩サミット）』準備期間中の為、従来の4月開催を断念。約7か月後の11月13日に開催へ変更。走るタレントとして有名な森脇健児をゲストに迎え、初の秋開催となった。2017年は従来通り4月に開催される（この年は16日）。さらに2020年はコロナ拡大で中止。

#### 各回の参加人数
最多出場者数は■赤色、最小出場者数は■青色（開催中止を除く）で示した。
| 年           | 2005  | 2006  | 2007  | 2008  | 2009  | 2010  | 2011  | 2012  | 2013  | 2014  |
| 参加者（人） | 680   | 4,281 | 4,830 | 5,895 | 7,594 | 9,173 | 7,246 | 6,748 | 8,236 | 9,149 |
| 年           | 2015  | 2016  | 2017  | 2018  | 2019  | 2020  |       |       |       |       |
| 参加者（人） | 7,294 | 4,348 | 6,464 | 6,466 | 6,254 | 中止  |       |       |       |       |